# Ashington
Ashington è una cittadina di 27 764 abitanti della contea del Northumberland, in Inghilterra.

## Sport
Ashington ha dato i natali ad alcuni dei più celebri calciatori inglesi, tra cui spiccano i due fratelli Bobby e Jack Charlton, entrambi campioni del mondo con la nazionale inglese nel 1966, e Jackie Milburn (secondo giocatore di sempre per numero di reti con il Newcastle Utd ed a sua volta membro della nazionale inglese con cui ha anche partecipato ai Mondiali del 1950). I tre (così come gli altri calciatori professionisti Stan, Jack, Jim e George Milburn) erano peraltro tutti imparentati tra loro.
Altri calciatori professionisti (che hanno giocato nella prima divisione inglese) con i natali nella cittadina di Ashington sono Ray Blackhall, Bobby Whitehead, Anthony Lormor, Brian Joicey, Allan Gauden, John Potts, Cecil Irwin, Jimmy Adamson, Mark Cullen, Peter Ramage, Jimmy Richardson e Martin Taylor.
Anche l'arbitro internazionale Michael Oliver è nato qui.